# Duke Nukem (відеогра)
Duke Nukem (Дюк Нюкем) — комп'ютерна гра формату сайд-скроллер в жанрі платформер. Розробила і видала гру компанія Apogee Software.

## Сюжет
Дія гри розгортається в найближчому майбутньому, в постапокаліптичному світі. Божевільний вчений Доктор Протон (англ. Dr. Proton) вирішує захопити світ за допомогою своєї армії «техботІв» (англ. techbots). Дюк Нюкем найнятий ЦРУ для того, щоб впоратися з ученим. Перший епізод розгортається в спустошеному місті. У другому епізоді Дюк Нюкем вирушає за Доктором Протоном на його секретну базу на Місяці. У третьому Доктор Протон тікає в майбутнє, і Дюк вирушає за ним в погоню крізь час.

## Ігровий процес
Ігровий процес в цілому досить простий — для завершення рівня потрібно лише знайти вихід на наступний. Рівні досить великі в усіх напрямках, тому недостатньо просто «бігти направо». Час від часу необхідно взаємодіяти з оточенням, наприклад, збирати ключі для відкриття дверей або знищувати електричні генератори для відключення бар'єрів. В цілому гра являє собою досить звичайний для shareware-ігор початку 1990-х років «лабіринтовий» платформер. Незважаючи на те, що у протагоніста практично завжди є зброя, Duke Nukem не є грою про стрілянину або перестрілки.
Разом з тим для гри характерне опрацювання деталей. Наприклад, в грі є предмет «ніжка індички», який відновлює здоров'я. Однак, якщо в нього вистрілити, то він стане «приготованим», і в такому вигляді відновить більше здоров'я. У банки з колою можна стріляти, і тоді вони стають зброєю і завдають шкоди ворогам, або збирати їх, і тоді гравцеві нараховуються додаткові очки. Ракети під час вибуху знищують частину рівня, а ящики-пастки покривають поверхню платформи вогнем. Якщо підібрати предмет на зразок кігтя або взуття, Дюк отримає можливість використовувати нове вміння. У розкиданих по рівнях ящиках можна знайти і інші предмети.
У грі є «секретні бонуси», призначені для більш досвідчених гравців. Для отримання цих бонусів передбачені особливі цілі, наприклад, не отримувати пошкоджень, вразити стріляниною всі камери або знаки з написом ACME, зібрати в правильному порядку розкидані по рівню літери, склавши слово DUKE тощо. Єдина нагорода за взяття бонуса — нарахування додаткових балів, які в цілому не приносять користі: гравець може зберегти гру і вийти з гри, після чого йому буде запропоновано внести своє ім'я в таблицю максимальних очок. Повторюючи цю процедуру кілька разів, можна заповнити всю таблицю своїм ім'ям.
У даній грі, на відміну від наступних в серії, головний герой не демонструє типаж мачо і поціновувача пива, сповненого тестостероном. Навпаки, він не схильний виявляти свою маскулінність і нав'язувати свої смаки, він не лається і не курить. Він стріляє в роботів, їсть індичку і п'є колу, а, коли вмирає, з вибухом перетворюється в конфетті. У діалогах його репліки в цілому прості і стосуються поточного завдання, за одним винятком — підтекст у фразі після перемоги над Доктором Протоном, коли Дюк повертається додому до своєї жінки Опри.

## Розробка
За словами одного з творців гри і програміста Тодда Ріплогла (англ. Todd Replogle), створювати деякі низькорівневі частини коду гри мовою асемблера йому допомагав Джон Кармак.

### Технічний бік
Через технічні обмеження ігровий світ не може прокручуватися попіксельно, прокрутка відбувається тільки зрушенням на «блок» розміром 8х8 пікселів.[джерело?] Аналогічний спосіб скролінгу використано також, наприклад, у Zeliard, Cosmo's Cosmic Adventure або Duke Nukem II. У консольних і аркадних комп'ютерних іграх для прокрутки зазвичай використовувалося спеціалізоване устаткування, наприклад, мікросхема PPU в приставці NES може здійснювати прокрутку задніх планів[джерело?]
У частині оформлення можна відзначити значні запозичення з інших ігор, наприклад, з Turrican і MS-DOS-версії гри Mega Man.

### Правові питання
Після видання гри компанії Apogee Software стало відомо, що в мультиплікаційному серіалі «Команда рятувальників Капітана Планети» є персонаж з таким самим ім'ям (Duke Nukem), що й у грі. Для уникнення можливого судового переслідування було вирішено випустити версію гри 2.0, в якій головний герой був перейменований в Duke Nukum. Пізніше стало зрозуміло, що права на ім'я Duke Nukem не були зареєстровані, чим і скористалася Apogee, зареєструвавши це ім'я на себе, завдяки чому в сиквелах використано оригінальне ім'я персонажа — Duke Nukem.

## Критика
Видання Hardcore Gaming 101 у своїй ретро-рецензії робить висновок, що гра має певні проблеми, і вона не може зрівнятися з іграми на приставках того ж часу. Однак, якщо враховувати її вік і ті комп'ютери, для яких вона призначена, можна зробити висновок, що гра непогано зроблена і в неї можна з цікавістю трохи пограти.
У PC Gamer вважають, що єдина причина вважати Duke Nukem важливою грою на ПК полягає в тому, що без неї не було б Duke Nukem 3D, а 3D Realms витратили б залишок десятиліття, працюючи над яким-небудь «Cosmo's Cosmic Adventure Forever».